# لمار
لمار (15 ديسمبر 1989 -)، ممثلة سعودية. كان أول وقوف لها أمام الكاميرا في مسلسل كلام الناس بعام 2012.

## أعمالها

### من المسلسلات
| سنه الإنتاج | اسم المسلسل         | بمشاركة |
| ----------- | ------------------- | --- |
| 2012        | الخادمة             | مريم حسين، خالد الحربي                                                                                     |
| 2012        | لعبة الشيطان        | عبد المحسن النمر، محمد الطويان، ماجد مطرب فواز، مروة محمد، شمعة محمد، هبة عبد العزيز، سامي حازم، مروة راتب |
| 2012        | من الأخر            | راشد الشمراني، حبيب الحبيب، مريم الغامدي، ريم عبد الله، يوسف الجراح، دريعان الدريعان، أمينة العلي          |
| 2013        | كلام الناس 2        | حسن عسيري، يوسف الجراح، خالد سامي، عماد يوسف                                                               |
| 2013        | أنت طالق            | قمر الترك، محمد بخش، سعد خضر، علي إبراهيم، بشير الغنيم                                                     |
| 2014        | بنق                 | أحمد بدير، مروة محمد، طلال السدر، سلطان الفرج، قمر الترك                                                   |
| 2015        | منا وفينا           | عبد الله السدحان، محمد العيسى، عبد العزيز المبدل، ميساء مغربي، مريم الغامدي                                |
| 2015        | عندما يزهر الخريف 2 | محمد الحجي، صلاح الملا، باسمة حمادة                                                                        |
| 2015        | القصر الكبير        | سلوى الجراش، عبدالله الحسن، محمد جبرتي                                                                     |
| 2019        | شباب البومب 8       | فيصل العيسى، محمد الدوسري (قريطم)، مهند الجميلي، عبدالعزيز الفريحي، سليمان المقيطيب، عبدالعزيز برناوي      |
| 2019        | سريع سريع           | فايز المالكي، حسن عسيري، راشد الشمراني                                                                     |
| 2020        | مليار ريال          | محسن الشمري، خالد الفراج، هيا الشعيبي، علي الحميدي                                                         |
| 2020        | بيوتي كلينك         | أحمد شعيب، ميلا الزهراني                                                                                   |
| 2021        | عيادة سكنية         | |

### من الافلام
- 2022: مهمة مش مهمة